# Béla Kárpáti
Béla Kárpáti (Felsőgalla 30 de setembro de 1929 - Budapeste, 31 de dezembro de 2003) foi um futebolista e treinador húngaro, que atuava como defensor.

## Carreira
Béla Kárpáti fez parte do elenco da Seleção Húngara de Futebol, na Copa do Mundo de 1954 e 1958.

## Títulos
- Vice - Copa do Mundo de 1954

## Ligações Externas
- Perfil em Fifa.com (em inglês)